# Okręg wyborczy nr 103 do Sejmu Polskiej Rzeczypospolitej Ludowej (1989–1991)
Okręg wyborczy nr 103 do Sejmu Polskiej Rzeczypospolitej Ludowej (1989–1991) obejmował Wrocław-Psie Pole i Wrocław-Śródmieście oraz gminy Bierutów, Cieszków, Czernica, Długołęka, Dobroszyce, Jelcz-Laskowice, Krośnice, Milicz, Oleśnica, Oleśnica (gmina wiejska), Prusice, Trzebinia, Twardogóra, Wisznia Mała, Zawonia i Żmigród (województwo wrocławskie). W ówczesnym kształcie został utworzony w 1989. Wybieranych było w nim 5 posłów w systemie większościowym.
Siedzibą okręgowej komisji wyborczej był Wrocław-Psie Pole.

## Wybory parlamentarne 1989

### Mandat nr 401 –Polska Zjednoczona Partia Robotnicza
| Kandydat | I tura | I tura | II tura | II tura |
| Kandydat | Głosów | %      | Głosów  | %       |
| --- | ------ | ------ | ------- | ------- |
| Jan Dalgiewicz                                                                                                 | 29 536 | 16,46  | 31 692  | 47,59   |
| Antoni Jasiński                                                                                                | 18 703 | 10,42  | 20 350  | 30,56   |
| Zygmunt Solecki                                                                                                | 12 363 | 6,89   | —       | —       |
| Jan Golach | 11 280 | 6,29   | —       | —       |
| Liczba głosów ważnych: 179 447 (I tura) • 66 594 (II tura) Źródło: Państwowa Komisja Wyborcza I tura i II tura |        |        |         |         |

### Mandat nr 402 –Polska Zjednoczona Partia Robotnicza
| Kandydat | I tura | I tura | II tura | II tura |
| Kandydat | Głosów | %      | Głosów  | %       |
| --- | ------ | ------ | ------- | ------- |
| Henryk Jużykiewicz                                                                                             | 20 637 | 11,71  | 27 018  | 40,50   |
| Krzysztof Lubański                                                                                             | 11 641 | 6,61   | 21 831  | 32,72   |
| Michał Mazurkiewicz                                                                                            | 11 559 | 6,56   | —       | —       |
| Jacek Uczkiewicz                                                                                               | 10 480 | 5,95   | —       | —       |
| Władysław Rospondek                                                                                            | 7001   | 3,97   | —       | —       |
| Liczba głosów ważnych: 176 160 (I tura) • 66 715 (II tura) Źródło: Państwowa Komisja Wyborcza I tura i II tura |        |        |         |         |

### Mandat nr 403 –Zjednoczone Stronnictwo Ludowe
| Kandydat | I tura | I tura | II tura | II tura |
| Kandydat | Głosów | %      | Głosów  | %       |
| --- | ------ | ------ | ------- | ------- |
| Janusz Dobrosz                                                                                                 | 18 163 | 10,16  | 30 912  | 46,57   |
| Jan Boć | 16 051 | 8,98   | 21 740  | 32,75   |
| Kazimierz Harych                                                                                               | 14 660 | 8,20   | —       | —       |
| Stanisław Gawior                                                                                               | 13 492 | 7,55   | —       | —       |
| Liczba głosów ważnych: 178 776 (I tura) • 66 383 (II tura) Źródło: Państwowa Komisja Wyborcza I tura i II tura |        |        |         |         |

### Mandat nr 404 – bezpartyjny
| Kandydat                                                          | Głosów  | %     |
| ----------------------------------------------------------------- | ------- | ----- |
| Zbigniew Lech                                                     | 141 501 | 75,92 |
| Bogdan Łazarkiewicz                                               | 25 084  | 13,46 |
| Stanisław Śmiarowski                                              | 8025    | 4,31  |
| Liczba głosów ważnych: 186 391 Źródło: Państwowa Komisja Wyborcza |         |       |

### Mandat nr 405 – bezpartyjny
| Kandydat                                                          | Głosów  | %     |
| ----------------------------------------------------------------- | ------- | ----- |
| Radosław Gawlik                                                   | 144 470 | 77,73 |
| Wojciech Witkiewicz                                               | 20 673  | 11,12 |
| Jan Waszkiewicz                                                   | 11 554  | 6,22  |
| Liczba głosów ważnych: 185 854 Źródło: Państwowa Komisja Wyborcza |         |       |